# Mozzik

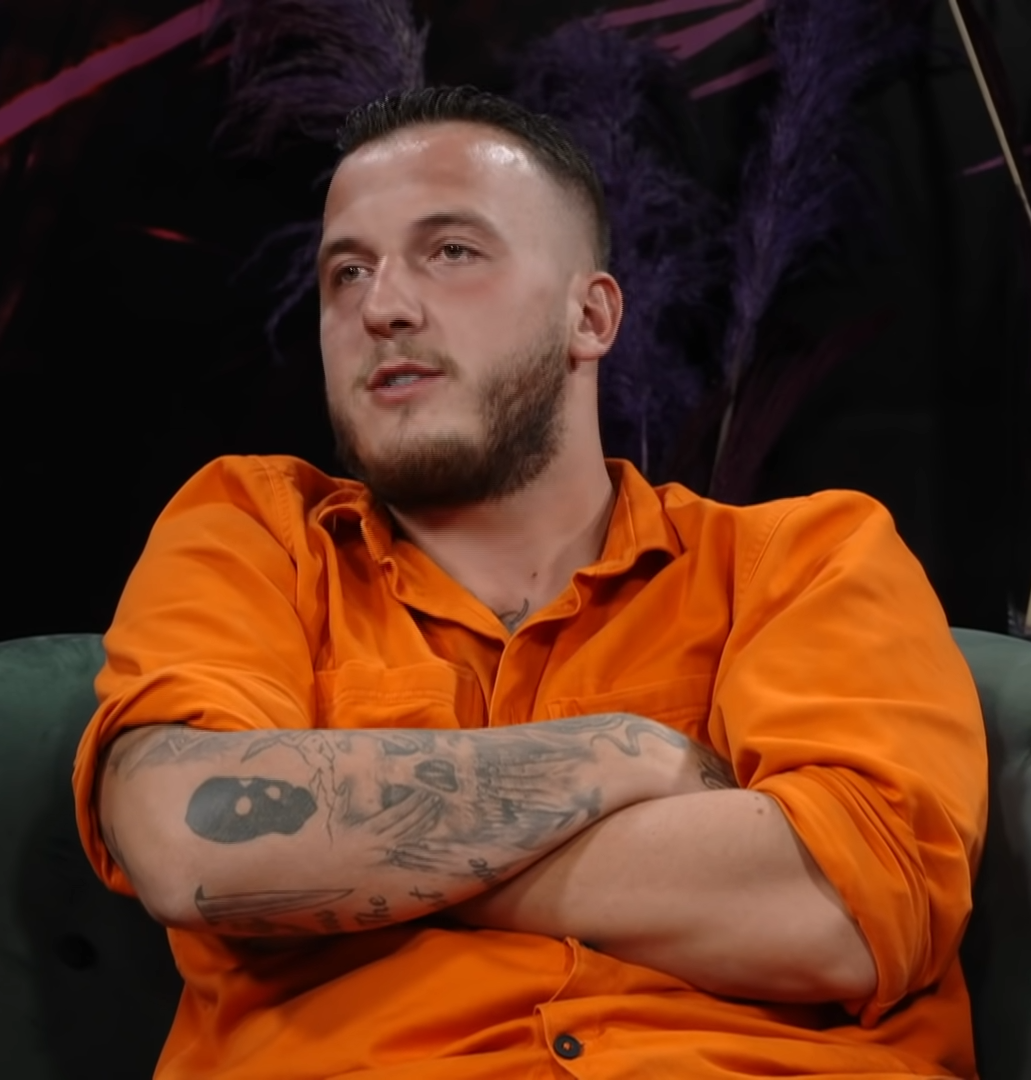
Mozzik, 2020

Mozzik (* 29. September 1995 in Uroševac, BR Jugoslawien, heute Kosovo, als Gramoz Aliu) ist ein kosovo-albanischer Sänger, Rapper und Songwriter.

## Werdegang
Mozzik wuchs im Kosovo auf. In den deutschsprachigen Ländern erlangte er in den Jahren 2018/19 vor allem Bekanntheit durch Tracks, die er mit Loredana, seiner späteren Ehefrau, veröffentlichte.
Bis Februar 2019 erreichte er 300 Millionen Views auf YouTube und über 50 Millionen Abrufe auf verschiedenen Streamingplattformen. Im Februar wurde er von Sony unter Vertrag genommen.
Seit 2018 hat Mozzik mit Loredana eine Tochter. Im Oktober 2019 wurde bekannt, dass das Paar sich privat und geschäftlich getrennt hat und Loredana alleine auf die Bonnie & Clyde Tour 2020 gehen wird. 2024 gab Loredana bekannt, dass die Ehe seit kurzem geschieden ist.
Mit Auf Wiedersehen und Tom & Jerry veröffentlichte Mozzik auch zwei Lieder, die in großen Teilen auf Deutsch vorgetragen sind. Im Mai kam der Song Lass mal von Mozzik heraus, in dem er überwiegend Deutsch und an manchen Stellen Englisch spricht.
Während der Beziehung mit Loredana lebte er mit ihr in der Schweiz. Sein erstes Studioalbum Mozzart, das 20 Titel beinhaltet, erschien am 31. Juli 2020.

## Diskografie

### Studioalben
| Jahr | Titel Musiklabel | Höchstplatzierung, Gesamtwochen, AuszeichnungChartplatzierungen (Jahr, Titel, Musiklabel, Platzierungen, Wochen, Auszeichnungen, Anmerkungen) | Höchstplatzierung, Gesamtwochen, AuszeichnungChartplatzierungen (Jahr, Titel, Musiklabel, Platzierungen, Wochen, Auszeichnungen, Anmerkungen) | Höchstplatzierung, Gesamtwochen, AuszeichnungChartplatzierungen (Jahr, Titel, Musiklabel, Platzierungen, Wochen, Auszeichnungen, Anmerkungen) | Anmerkungen                            |
| Jahr | Titel Musiklabel | DE | AT | CH | Anmerkungen                            |
| ---- | ---------------- | --- | --- | --- | -------------------------------------- |
| 2020 | Mozzart          | — | AT75 (1 Wo.)AT | CH11 (2 Wo.)CH | Erstveröffentlichung: 31. Juli 2020    |
| 2022 | Lamboziki        | — | — | CH42 (2 Wo.)CH | Erstveröffentlichung: 11. Februar 2022 |
| 2024 | Mergimstar       | — | — | CH20 (2 Wo.)CH | Erstveröffentlichung: 14. Juni 2024    |

### Kollaboalben
| Jahr | Titel Musiklabel                         | Höchstplatzierung, Gesamtwochen, AuszeichnungChartplatzierungen (Jahr, Titel, Musiklabel, Platzierungen, Wochen, Auszeichnungen, Anmerkungen) | Höchstplatzierung, Gesamtwochen, AuszeichnungChartplatzierungen (Jahr, Titel, Musiklabel, Platzierungen, Wochen, Auszeichnungen, Anmerkungen) | Höchstplatzierung, Gesamtwochen, AuszeichnungChartplatzierungen (Jahr, Titel, Musiklabel, Platzierungen, Wochen, Auszeichnungen, Anmerkungen) | Anmerkungen                                           |
| Jahr | Titel Musiklabel                         | DE | AT | CH | Anmerkungen                                           |
| ---- | ---------------------------------------- | --- | --- | --- | ----------------------------------------------------- |
| 2021 | No Rich Parents Loredana (Groove Attack) | DE29 (2 Wo.)DE | AT8 (2 Wo.)AT | CH5 (3 Wo.)CH | Erstveröffentlichung: 24. September 2021 mit Loredana |

### Singles
| Jahr | Titel Album                          | Höchstplatzierung, Gesamtwochen, AuszeichnungChartplatzierungen (Jahr, Titel, Album, Platzierungen, Wochen, Auszeichnungen, Anmerkungen) | Höchstplatzierung, Gesamtwochen, AuszeichnungChartplatzierungen (Jahr, Titel, Album, Platzierungen, Wochen, Auszeichnungen, Anmerkungen) | Höchstplatzierung, Gesamtwochen, AuszeichnungChartplatzierungen (Jahr, Titel, Album, Platzierungen, Wochen, Auszeichnungen, Anmerkungen) | Anmerkungen                                                       |
| Jahr | Titel Album                          | DE | AT | CH | Anmerkungen                                                       |
| --- | ------------------------------------ | --- | --- | --- | ----------------------------------------------------------------- |
| 2018 | Ti amo –                             | DE42 Gold · (14 Wo.)DE | AT54 (8 Wo.)AT | CH10 (9 Wo.)CH | Erstveröffentlichung: 8. August 2018 mit Veysel                   |
| 2018 | Bonnie & Clyde –                     | DE3 Gold · (20 Wo.)DE | AT3 Platin · (11 Wo.)AT | CH2 Platin · (7 Wo.)CH | Erstveröffentlichung: 30. November 2018 mit Loredana              |
| 2019 | Romeo & Juliet –                     | DE2 Gold · (10 Wo.)DE | AT4 Gold · (7 Wo.)AT | CH4 Gold · (6 Wo.)CH | Erstveröffentlichung: 8. März 2019 mit Loredana                   |
| 2019 | A Milly –                            | DE19 (4 Wo.)DE | AT22 (3 Wo.)AT | CH20 Platin · (3 Wo.)CH | Erstveröffentlichung: 16. August 2019 mit Dardan                  |
| 2019 | Eiskalt King Lori                    | DE2 Platin · (25 Wo.)DE | AT2 Platin · (19 Wo.)AT | CH7 Platin · (13 Wo.)CH | Erstveröffentlichung: 13. September 2019 mit Loredana             |
| 2019 | Dhelper dinake Mozzart               | — | — | CH16 (3 Wo.)CH | Erstveröffentlichung: 31. Juli 2020                               |
| 2019 | Zemra ime Mozzart                    | — | — | CH97 (1 Wo.)CH | Erstveröffentlichung: 13. Dezember 2019                           |
| 2020 | Edhe ti –                            | DE90 (1 Wo.)DE | — | CH26 (2 Wo.)CH | Erstveröffentlichung: 22. Januar 2020 mit Tayna                   |
| 2020 | Auf Wiedersehen Mozzart              | DE11 (5 Wo.)DE | AT6 (5 Wo.)AT | CH6 (4 Wo.)CH | Erstveröffentlichung: 16. Februar 2020                            |
| 2020 | Lass mal Mozzart                     | DE34 (1 Wo.)DE | AT39 (1 Wo.)AT | CH39 (1 Wo.)CH | Erstveröffentlichung: 11. Mai 2020                                |
| 2020 | Madonna Mozzart                      | — | — | CH38 (2 Wo.)CH | Erstveröffentlichung: 26. Juni 2020                               |
| 2020 | Paranoia –                           | — | — | CH45 (3 Wo.)CH | Erstveröffentlichung: 5. Juli 2020 mit KidA                       |
| 2020 | Pishmon –                            | — | — | CH81 (2 Wo.)CH | Erstveröffentlichung: 5. Juli 2020 mit KidA                       |
| 2020 | Baby Mozzart                         | DE78 (1 Wo.)DE | — | CH64 (1 Wo.)CH | Erstveröffentlichung: 19. Juli 2020                               |
| 2021 | Rosenkrieg No Rich Parents           | DE1 (7 Wo.)DE | AT5 (4 Wo.)AT | CH2 (5 Wo.)CH | Erstveröffentlichung: 28. Mai 2021 mit Loredana                   |
| 2021 | Oh Digga No Rich Parents             | DE27 (1 Wo.)DE | AT44 (1 Wo.)AT | CH27 (1 Wo.)CH | Erstveröffentlichung: 25. Juni 2021 mit Loredana                  |
| 2021 | Nese Don No Rich Parents             | DE10 (3 Wo.)DE | AT22 (2 Wo.)AT | CH16 (4 Wo.)CH | Erstveröffentlichung: 23. Juli 2021 mit Loredana                  |
| 2021 | Mit mir No Rich Parents              | DE12 (6 Wo.)DE | AT18 (5 Wo.)AT | CH13 (4 Wo.)CH | Erstveröffentlichung: 27. August 2021 mit Loredana                |
| 2021 | Per ty Emerald                       | DE14 (5 Wo.)DE | AT19 (4 Wo.)AT | CH14 Platin · (5 Wo.)CH | Erstveröffentlichung: 14. Oktober 2021 Dardan & Nimo feat. Mozzik |
| 2021 | Bonjour Madame Lamboziki             | — | — | CH14 (4 Wo.)CH | Erstveröffentlichung: 22. Oktober 2021 feat. Noizy                |
| 2022 | Ska Lamboziki                        | — | — | CH33 (2 Wo.)CH | Erstveröffentlichung: 28. Januar 2022 feat. Elvana Gjata          |
| 2022 | Pare –                               | — | — | CH11 (4 Wo.)CH | Erstveröffentlichung: 17. Juni 2022 mit Butrint Imeri & Tayna     |
| 2022 | Te dua –                             | — | — | CH46 (1 Wo.)CH | Erstveröffentlichung: 23. September 2022                          |
| 2023 | Drama –                              | — | — | CH30 (2 Wo.)CH | Erstveröffentlichung: 13. Oktober 2023 mit Dafina Zeqiri          |
| Folgende Lieder erschienen nicht als Single, wurden aber durch das Album zum Download und Streaming bereitgestellt und konnten somit eine Platzierung erlangen: |                                      | | | |                                                                   |
| |                                      | | | |                                                                   |
| 2021 | Immer wenn es regnet No Rich Parents | DE19 (3 Wo.)DE | AT31 (1 Wo.)AT | CH23 (2 Wo.)CH | Charteinstieg: 1. Oktober 2021 mit Loredana                       |
| 2021 | Du & ich No Rich Parents             | — | — | CH93 (1 Wo.)CH | Charteinstieg: 3. Oktober 2021 mit Loredana                       |

Weitere Singles
- Kuku (2014)
- Cari Mahalles (2014)
- Edhe njo (featuring Enca, 2014)
- Lule a therrë (featuring Angel, 2014)
- Koke shum (2015)
- Premtimet (featuring Kida, 2015)
- Dhezu (2015)
- Tony Montana (featuring Getinjo, 2016)
- Mra pika (featuring Enis Bytyqi, 2016)
- Cocaina (2016)
- Kanceri (2016)
- Kom dasht (featuring Arta Memedi, 2016)
- Donald Trump (2016)
- Me hile (2017)
- Kuks (2017)
- Xhelozia (2017)
- Pa pa (2018)
- Para siempre (mit Getinjo, 2018)
- Ghetto (2018)
- NANA (2018)
- Stari Mahalles (2019)
- Glock (2019)
- Pinocchio (mit Luciano, 2019)
- Shqiptar (mit Unikkatil, 2019)

## Auszeichnungen für Musikverkäufe
Anmerkung: Auszeichnungen in Ländern aus den Charttabellen bzw. Chartboxen sind in ebendiesen zu finden.
| Land/RegionAuszeichnungen für Musikverkäufe (Land/Region, Auszeichnungen, Verkäufe, Quellen) | Gold     | Platin     | Verkäufe  | Quellen           |
| -------------------------------------------------------------------------------------------- | -------- | ---------- | --------- | ----------------- |
| Deutschland (BVMI)                                                                           | 3× Gold3 | Platin1    | 1.000.000 | musikindustrie.de |
| Österreich (IFPI)                                                                            | Gold1    | 2× Platin2 | 75.000    | ifpi.at           |
| Schweiz (IFPI)                                                                               | Gold1    | 4× Platin4 | 90.000    | hitparade.ch CH2  |
| Insgesamt                                                                                    | 5× Gold5 | 7× Platin7 |           |                   |